# Ter Meer
Huis Ter Meer ook Zuylenburg of Slot te Maarssen, was een ridderhofstad en buitenplaats aan de Utrechtse Vecht in de Nederlandse plaats Maarssen.
In de eerste fase tot 1672 was Ter Meer een middeleeuws slot waarvan de naam rond 1526 werd gewijzigd naar Zuylenburg. In 1710 kwam er op de oude slotruïne de buitenplaats Ter Meer voor terug, die in 1903 werd gesloopt.

## Geschiedenis
Vermoedelijk werd in 1083 Ter Meer als versterkt huis aangelegd door Emeritus van der Meer. De eerste vermelding komt uit 1394 als een familielid ermee beleend wordt. Tot 1457 bleef het in bezit van deze familie waarna Jacob van Amerongen de nieuwe eigenaar werd.
In 1525 werd het door zijn familie verkocht aan de Duitse Orde en diens landcommandeur Steven van Zuylen van Nijevelt liet het huis aanzienlijk versterken, uitbreiden en verfraaien. Hij wijzigde tevens de naam naar Zuylenburg waarbij het ook wel Slot te Maerssen werd genoemd. Na zijn overlijden in 1527 woonde de commandeur Wouter van Amstel van Mijnden er. In 1536 werd Albert van Egmont van Meeresteijn de bewoner en erkenden de Staten van Utrecht het huis als ridderhofstad. Van 1546 tot 1788 bleven de bouwwerken bij de familie Van Meertens van Esschenstein of daaraan gelieerde of opvolgende families.
Roelant Roghman tekende rond 1646 Zuylenburg; op zijn tekening is een middeleeuws omgracht kasteel te zien dat bestond uit een binnenplaats met daaromheen gebouwen en twee hoektorens.
In het Rampjaar 1672 plunderden Franse troepen het, staken het in brand en lieten een ruïne achter.

### Buitenplaats
In 1710 liet Vincent Maximiliaan van Lockhorst op deze plek een grote buitenplaats in Franse stijl bouwen die onder meer voorzien werd van een bijna een vierkante kilometer grote Franse tuin. De buitenplaats gaf hij weer de naam Ter Meer. Het geslacht Lockhorst bleef tot 1788 eigenaar. Gaandeweg de 19e eeuw verviel de buitenplaats steeds meer. In 1880 gaat Hendrik Wilhelm Carl Reijneke van Stüwe met zijn gezin hier wonen. Tot 1903 bleef Ter Meer bewoond waarna het werd gesloopt en het verkavelde grondgebied werd gebruikt voor huizenbouw.
Heden resteren van Ter Meer zichtbaar uitsluitend nog twee hekpalen van het toegangshek. De nabijgelegen brug over de Vecht heeft de naam Termeerbrug.

## Afbeeldingen

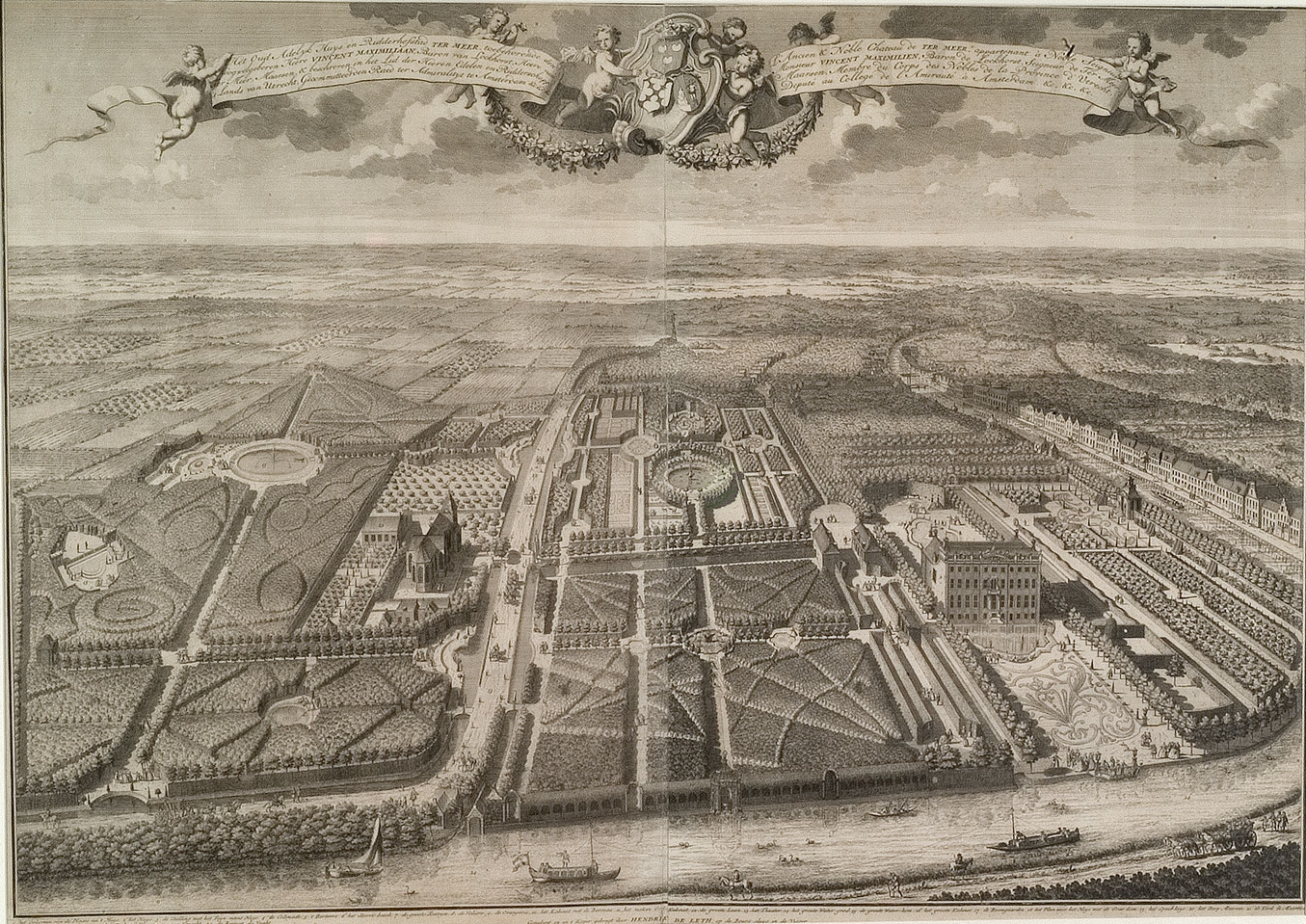
Ter Meer in 1739 in vogelperspectief vanuit het oosten gezien in de binnenbocht van de Vecht. Kopergravure A. de Leth
Wapen van de ridderhofstad uit 1694
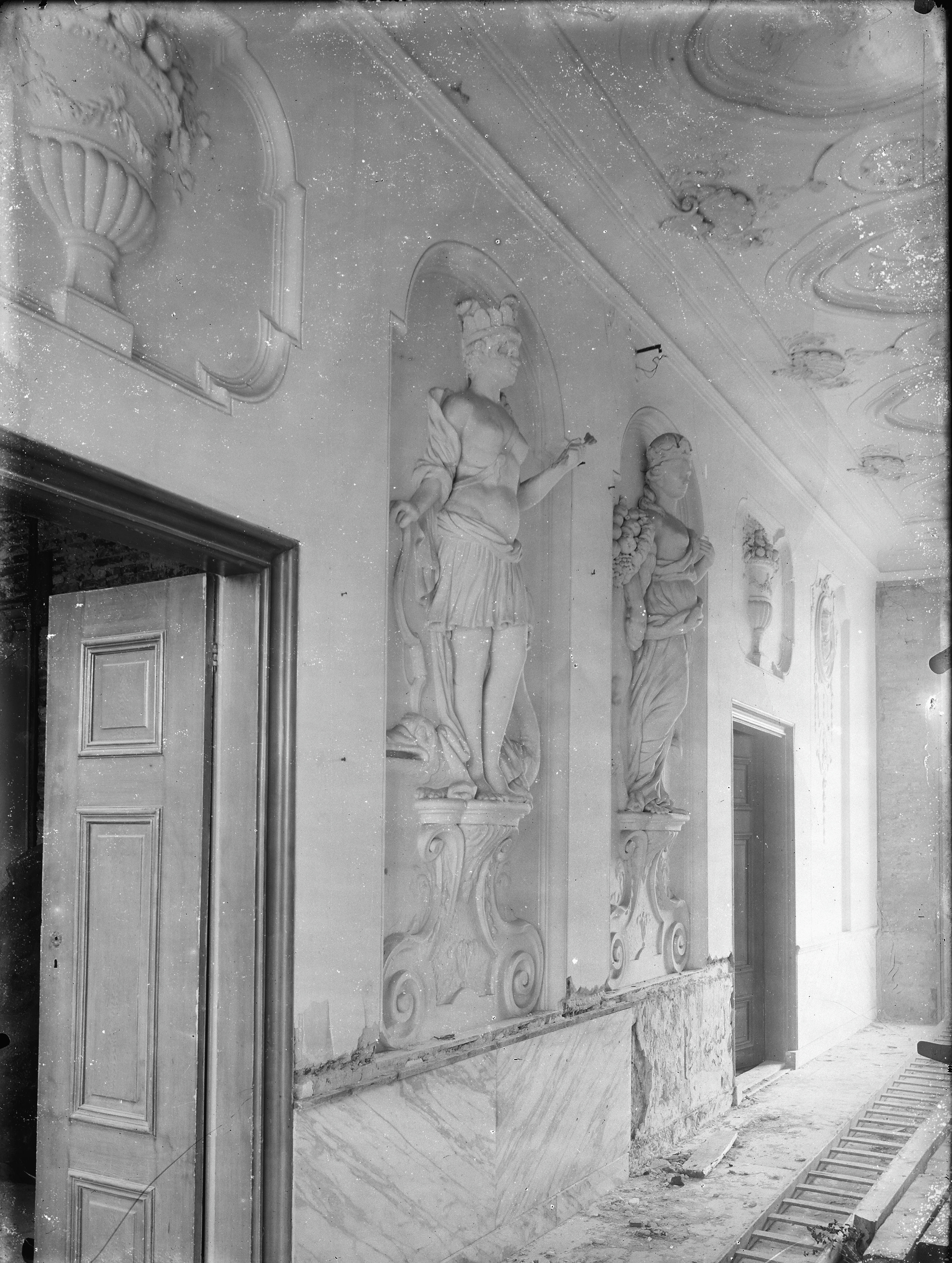
Deel van het trappenhuis en de gang kort voor de afbraak

## Trivia
- Kasteel Zuilenburg in Langbroek heette destijds ook wel Klein Zuilenburg ter onderscheid van Zuylenburg in Maarssen.
- Het huis Zuylenburgh te Oud-Zuilen werd pas vanaf 1825 zo genoemd.
- Huis Ter Meer werd wel genoemd Het Versailles van Utrecht. Het kwam in 1854 in handen van familie Du Marchie van Voorthuysen. Dit was de opa van Ds. Everard du Marchie van Voorthuysen. (Bronvermelding, De zoon van Bornia, J.M. Vermeulen)

Beek en Hof · 
Bijdorp · 
Boom en Bosch · 
Cromwijck ·
Cronenburgh · 
Daelwijck · 
De Nes · 
Doornburgh · 
Elsenburg · 
Gansenhoef ·
Geesbergen · 
Goudestein ·
Groenevecht ·
Hazenburg ·
Herteveld ·
Hofwerk · 
Hoogevecht ·
Huis ten Bosch ·
Leeuw en Vecht · 
Leeuwenburg · 
Middenhoek · 
Nieuwerhoek · 
Oostervecht · 
Op Buuren · 
Otterspoor ·
Oud Over · 
Ouderhoek · 
Over-Holland · 
Petersburg ·
Queekhoven · 
Raadhoven · 
Richmond ·
Roosendaal · 
Rupelmonde · 
Slangevecht · 
Slotzicht ·
Soetendaal · 
Sterreschans · 
Swaenenvecht · 
Ter Meer · 
Vecht en Dijk · 
Vecht en Hoff ·  
Vechtenstein · 
Vechtevoort · 
Vechtoever · 
Vechtstroom ·  
Vechtvliet · 
Vijverhof · 
Villa Nova ·
Vredenhoef ·
Vreedenhoff ·
Vreedenhorst ·
Vreedenoord ·
Wallestein ·
Zijdebalen ·
Zuylenburgh ·
Zwaanwijck
Kasteel Ter Aa (Breukelen) ·
Aastein ·
Slot Abcoude ·
Amaliastein ·
Nieuw-Amelisweerd ·
Oud-Amelisweerd ·
Kasteel Amerongen ·
Kasteel Batestein (Harmelen) ·
Kasteel Batestein (Vianen) · 
De Beest ·
Bergestein ·
Beverweerd ·
Blasenburg ·
Blikkenburg ·
Blommesteyn ·
Bolenstein ·
Bolsweerd ·
Bottestein ·
Kasteel Broekhuizen ·
Bruinenburg ·
Huis Cammingha ·
Clarenborg ·
Coelhorst ·
De Batau ·
Dompselaer ·
Huis Doorn ·
Drakenburg (kasteel) ·
Drakensteyn ·
Kasteel Duurstede ·
Huis Ter Eem ·
Eijkelenburg ·
Emmickhuizen ·
Den Engh ·
Essenstein ·
Everstein (Everdingen) ·
Everstein (Jutphaas) ·
Den Eyck ·
Galesloot ·
Kasteel Geerestein ·
Gildenborgh ·
Kasteel Ten Goye ·
Grauwert ·
Grijpestein ·
Groenestein (Langbroek) ·
Kasteel Groeneveld (Baarn) ·
Groenewoude (Woudenberg) ·
Gunterstein ·
Kasteel de Haar ·
Kasteel Hagestein ·
Hamtoren ·
Kasteel Hardenbroek ·
Huis Harmelen ·
Ridderhofstad Heemstede ·
Kasteel Heemstede ·
Heimenberg ·
Heimerstein ·
Huis Herlaar ·
Ter Heul ·
Heulestein ·
Hindersteyn ·
Kasteel Ter Horst (Achterberg) ·
Isselt ·
Kasteel IJsselstein ·
Jagenstein ·
Kersbergen ·
Killestein ·
Kronenburg (kasteel) ·
Kasteel Levendaal ·
Lichtenberg (Woudenberg) ·
Lievendaal (Amerongen) ·
Landgoed Linschoten ·
Kasteel Linschoten ·
Lockhorst ·
Kasteel Loenersloot ·
Kasteel Lunenburg ·
Huis Maarsbergen ·
Marckenburg ·
Ter Meer ·
Ter Mey (Haarzuilens) ·
Huis te Mijdrecht ·
Huis te Mijnden ·
Kasteel Moersbergen ·
Kasteel Montfoort ·
Natewisch ·
Te Nesse ·
Kasteel Nijenrode ·
Nijenstein ·
Nijeveld ·
Noordwijk (Langbroek) ·
Huis te Oosterwijk ·
Oostwaard (Utrecht) ·
Op de Bol ·
Oud-Broekhuizen ·
Ridderhofstad Oudaan ·
Huis Oudegein ·
Oudenhorst ·
Plettenburg (kasteel) ·
Huis De Polle ·
Prattenburg ·
Kasteel Putkop ·
Randenbroek (park) ·
Remmerstein ·
Kasteel Renswoude ·
Rhijnauwen ·
Kasteel Rhijnestein ·
Huis Riebeek ·
Kasteel Rijnenburg ·
Rijnestein ·
Rijneveld ·
Kasteel Rijnhuizen ·
Rijningen ·
Huis Rijnsweerd ·
Rijpickerwaard · 
Kasteel Rijsenburg ·
De Roetert ·
Rumelaar ·
Kasteel Ruwiel ·
Royestein ·
Kasteel Sandenburg ·
Kasteel Schalkwijk ·
Kasteel Schonauwen ·
Schurenburg ·
Snaafburg ·
Snellenburg ·
Paleis Soestdijk ·
Steenhuis (Lopik) ·
Kasteel Sterkenburg ·
Stormerdijk ·
Landgoed Stoutenburg ·
Ten Massche ·
Valkenburg (Rhenen) ·
Huis te Velde ·
Kasteel Veldenstein ·
Hofstede te Vliet ·
Huis te Vleuten ·
Huis te Vliet (Lopik) ·
Huis te Vliet (Oudewater) ·
Vogelpoel ·
Huis te Voorn ·
Vredelant ·
Vronestein ·
Vuijlcop ·
Kasteel Walenburg ·
Wayenstein (Amerongen) ·
Kasteel Weerdenburg ·
Weerdesteyn ·
Weerestein ·
Hof ter Weyde ·
Wickenburgh ·
Wijnestein ·
Wiltenburg (Utrecht) ·
Kasteel van Woerden ·
Huis Woudenberg ·
Huis te Woudenberg (I) ·
Huis te Woudenberg (II) ·
Wulven ·
Kasteel Oud-Wulven ·
Wulvenhorst ·
Slot Zeist ·
Kasteel Zuilenburg ·
Zuileveld ·
Slot Zuylen ·
Huis Zuylenstein